# Floder i Irland
Dette er en liste over floder i Irland rangeret efter deres længde og gennemstrømning.
Den længste flode i Irland er Shannon med en længde på 360 km. Floden løber ind i tre søer undervejs; Lough Allen, Lough Ree og Lough Derg, hvoraf sidstnævnte er den største. Shannon løber ud i Atlanterhavet ved Shannon flodmunding. Andre store floder inkluderer Liffey, Lee, Swilly, Foyle, Lagan, Erne, Blackwater, Nore, Suir, Barrow (The Three Sisters), Bann, Slaney, Boyne, Moy og Corrib.

## Længste floder
Længden stammer fra Ordnance Survey of Ireland: Rivers and their Catchment Basins 1958 (Table of Reference), and for the rivers Bann and Erne - Notes on River Basins by Robert A. Williams
|     | Flod                                                   | Counties                                                                                          | Længde             | Afvandingsområde |
| --- | ------------------------------------------------------ | ------------------------------------------------------------------------------------------------- | ------------------ | ---------------- |
| 1   | Shannon (inklusive flodmunding og forløb gennem søer)a | Cavan, Leitrim, Roscommon, Longford, Westmeath, Galway, Offaly, Tipperary, Clare, Limerick, Kerry | 360 km (224 mi)    | 16.800 km2       |
| 2   | Barrowb                                                | Laois, Kildare, Kilkenny, Carlow, Wexford, Waterford                                              | 192 km (119 mi)    | 3,067 km2        |
| 3   | Sluirb                                                 | Tipperary, Waterford, Kilkenny, Wexford                                                           | 184 km (114.5 mi)  | 3,610 km2        |
| 4   | Blackwater (Munster)                                   | Kerry, Cork, Waterford                                                                            | 168 km (104.5 mi)  | 3,324 km2        |
| 5   | Bann (including flow through L. Neagh)c                | Down, Armagh, Antrim, Londonderry                                                                 | 159 km (99 mi)     | 5,808 km2        |
| 6   | Noreb                                                  | Tipperary, Laois, Kilkenny                                                                        | 140 km (87 mi)     | 2,530 km2        |
| 7   | Suck (Shannon)                                         | Roscommon, Galway                                                                                 | 133 km (83 mi)     | 1,600 km2        |
| 8   | Liffey                                                 | Wicklow, Kildare, Dublin                                                                          | 132 km (82 mi)     | 1,256 km2        |
| 9   | Erne                                                   | Cavan, Fermanagh, Donegal                                                                         | 129 km (80 mi)}    | 4,372 km2        |
| 10  | Foyle (including Rivers Mourne, Strule & Camowen)      | Tyrone, Londonderry, Donegal                                                                      | 129 km (80 mi)     | 2,925 km2        |
| 11  | Slaney                                                 | Wicklow, Carlow, Wexford                                                                          | 117 km (73 mi)     | 1,762 km2        |
| 12  | Boyne                                                  | Kildare, Offaly, Meath, Louth                                                                     | 113 km (70 mi)     | 2,695 km2        |
| 13  | Moy                                                    | Sligo, Mayo                                                                                       | 101 km (62.5 mi)   | 2,086 km2        |
| 14  | Clare (Corrib)d                                        | Mayo, Roscommon, Galway                                                                           | 93 km (58 mi)      | 1,108 km2        |
| 15  | Blackwater (Ulster) (Bann) c                           | Tyrone, Monaghan, Armagh                                                                          | 92 km (57 mi)      | 1,507 km2        |
| 16t | Inny (Shannon)                                         | Cavan, Longford, Westmeath                                                                        | 89 km (55.5 mi)    | 1,254 km2        |
| 16t | Lee                                                    | Cork                                                                                              | 89 km (55.5 mi)    | 1,253 km2        |
| 18  | Lagan                                                  | Down, Antrim                                                                                      | 86 km (53.5 mi)    | 565 km2          |
| 19  | Brosna (Shannon)                                       | Westmeath, Offaly                                                                                 | 79 km (49 mi)      | 1,248 km2        |
| 20  | Laune (includes Lough Leane and River Flesk)           | Kerry                                                                                             | 76 km (47.25 mi)   | 829 km2          |
| 21  | Feale (Shannon)                                        | Cork, Limerick, Kerry                                                                             | 74 km (46 mi)      | 1,170 km2        |
| 22  | Bandon                                                 | Cork                                                                                              | 72 km (45 mi)      | 608 km2          |
| 23  | River Blackwater (Boyne)                               | Cavan, Meath                                                                                      | 68 km (42.5 mi)    | 733 km2          |
| 24  | Annalee (Erne)                                         | Monaghan, Cavan                                                                                   | 66.8 km (41.75 mi) | 522 km2          |
| 25  | Bride (M. Blackwater)                                  | Cork, Waterford                                                                                   | 64 km (40 mi)      | 419 km2          |
| 26  | Boyle River (inklusive Lung River) (Shannon)           | Mayo, Sligo, Roscommon                                                                            | 64 km (40 mi)      | 725 km2          |
| 27  | Deel (Shannon)                                         | Cork, Limerick                                                                                    | 63.2 km (39.5 mi)  | 481 km2          |
| 28  | Robe (Corrib)d                                         | Mayo                                                                                              | 62.8 km (39.25 mi) | 320 km2          |
| 29  | Finn (County Donegal) (Foyle)                          | Donegal, Tyrone                                                                                   | 62.8 km (39.25 mi) | 505 km2          |
| 30  | Maigue (Shannon)                                       | Cork, Limerick                                                                                    | 62 km (38.75 mi)   | 1,000 km2        |
| 31  | Fane River                                             | Monaghan, Armagh, Louth                                                                           | 61.2 km (38.25 mi) | 350 km2          |
| 32  | Ballisodare River                                      | Sligo                                                                                             | 60.8 km (38 mi)    | 650 km2          |
| 33  | River Dee (Louth)                                      | Cavan, Meath, Louth                                                                               | 60.4 km (37.75 mi) | 392 km2          |
| 34  | Fergus (Shannon)                                       | Clare                                                                                             | 58.4 km (36.5 mi)  | 1,043 km2        |
| 35  | Little Brosna River (Shannon)                          | Offaly, Tipperary                                                                                 | 57.6 km (36 mi)    | 662 km2          |
| 36  | Mulkear River (including Bilboa River) (Shannon)       | Tipperary, Limerick                                                                               | 55.9 km (34.75 mi) | 650 km2          |
| 37  | Glyde (Co. Louth)                                      | Cavan, Meath, Louth                                                                               | 55.9 km (34.75 mi) | 348 km2          |

 TABLE 1
a
- Længden af Shannon fra Shannon Pot to Limerick City er 258 km[8] med et afvandingsområde på 11.700 km2.
- Floden Shannons længde (til Loop Head), med Owenmore River (County Cavan) som kilde er 372 km 11 km længere end Shannon Pot som kilde.
- Flodens Shannons længde (til Loop Head) med Boyle River's fjerneste kilde er 392,1 km, hvilket gør floden Boyle-Shannon til den længste naturlige vandgennemstrømning i Irland med 31,6 km længere end Shannon Pot som kilde.
- Shannon er kun en traditionel ferskvandsflod i omkring 45% af den totalte længde, da flodmundingen ligger i et tidevandsområde[9]

b
- Det samlede afvandingsområde for Three Sisters (Barrow, Nore og Suir) er 9.207 km2.

c
- Traditionelt er længden af floden Bann blevet angivet som 129 km, hvilket er den samlede længde af Upper og Lower Bann og inkluderer ikke Lough Neagh.
- Den samlede længde af Ulster Blackwater fra kilde til havet via L. Neagh og Lower Bann er 186,3 km, hvilket kun uvergås af Shannon og Barrow. Det er den længste flod i Ulster.[10]

d
- Det samlede afvandingsområde for de 6 km af Corrib er 3.138 km2[1]
- Den samlede længde af floden Robe fra kilden nær Ballyhaunis til Galway Bay (via Lough Mask, Cong canal og river, Lough Corrib og River Corrib) er 116 km.